# Thalictrum medium
Thalictrum medium är en ranunkelväxtart. Thalictrum medium ingår i släktet rutor, och familjen ranunkelväxter.

## Underarter
Arten delas in i följande underarter:
- T. m. medium
- T. m. pseudomorisonii